# Coliseo del Sur
El Coliseo del Sur también conocido como Coliseo Cubierto de Calarcá es el máximo escenario deportivo del municipio de Calarcá en Colombia; tiene una capacidad de hasta 5 000 asistentes. Aunque este escenario fue construido para albergar deportes de pelota, en su mayoría se utiliza para la práctica del Fútbol sala. El coliseo fue la sede única de la Copa Sudamericana de Clubes de Fútbol de Salón en 2022.
En este recinto juega sus partidos de local Caciques del Quindío.

## Eventos
| Año         | Organizador | Evento                                         | Ref.  |
| ----------- | ----------- | ---------------------------------------------- | ----- |
| 2010-act.   | FCFS        | Copa Profesional de Microfútbol                |       |
| 2019 y 2022 | PANAFUTSAL  | Copa Sudamericana de Clubes de Fútbol de Salón | [ 2 ] |